# HMS Norfolk (78)
O HMS Norfolk foi um cruzador pesado operado pela Marinha Real Britânica e a décima segunda embarcação da Classe County. Sua construção começou em julho de 1927 na Fairfield Shipbuilding and Engineering e foi lançado ao mar em dezembro de 1928, sendo comissionado na frota britânica em abril de 1930. Era armado com uma bateria principal composta por oito canhões de 203 milímetros montados em quatro torres de artilharia duplas, tinha um deslocamento carregado de mais de treze mil toneladas e conseguia alcançar uma velocidade máxima de 31 nós.

## História
Na deflagração da guerra em 1939, Norfolk foi colocado com a Frota Doméstica, e foi envolvido na perseguição contra os couraçados alemães Gneisenau e Scharnhorst na Batalha do Estreito da Dinamarca, junto com o Admiral Scheer. Recebia logo numerosos reparos pelos danos que tinha recebido, para não mencionar modificações vitais ao navio. Seus primeiros reparos foram realizados em Belfast, após um acidente evitado por pouco por um torpedo do submarino alemão U-47, o submarino responsável para afundar HMS Royal Oak. Pouco depois, os danos da bomba em que tinha recebido de uma ataque aéreo pesado, forçando-lhe contudo um outro reparo, esta vez no Clyde. Depois que estes reparos tinham sido terminados, Norfolk prosseguiu ao estaleiro de Tyne para uma adição nova a seu equipamento - um jogo do radar. Em maio 1941, Norfolk era o segundo navio à avistar o Bismarck.
Continuou a vigiar o cruzador de batalha alemão e foi parte da força com HMS Rodney e HMS King George V que a afundaram. De setembro em diante, foi empregado como uma escolta para os árduos Comboios do Ártico. Norfolk era parte da força do cobertura do cruzador do comboio JW55B, quando enfrentou o Scharnhorst, em 26 dezembro 1943. Marcou três acertos na embarcação alemão que se retirou e mais tarde foi travada uma luta e afundada pelo navio HMS Duke of York e por suas escoltas. Sustentou os danos nesse confronto, que foi reparado subsequentemente no Tyne, que impediu de participar dos desembarques históricos do Dia-D.
Quando a guerra acabou, Norfolk foi para Plymouth para uma tão necessário reaparelhamento em Malta, após ter transportado a família real norueguesa de volta à Oslo após seu exílio de 5 anos em Londres. Isto foi seguido pelo serviço nas Índias Orientais como a capitânia do Comandante-Em-Chefe da estação das Índias Orientais. Em 1949, Norfolk retornado ao Reino Unido sendo colocado na reserva.
Em 14 fevereiro 1950, prosseguiu a Newport para ser desmantelado após um longo e orgulhoso serviço de 22 anos, em que ganhou o Norfolk a maioria de suas honras da batalha, incluindo à sua ultima.